# Rocs de Comalamús
Els Rocs de Comalamús és una muntanya de 1.813 metres que es troba al municipi de les Valls d'Aguilar, a la comarca de l'Alt Urgell.